# Dakini

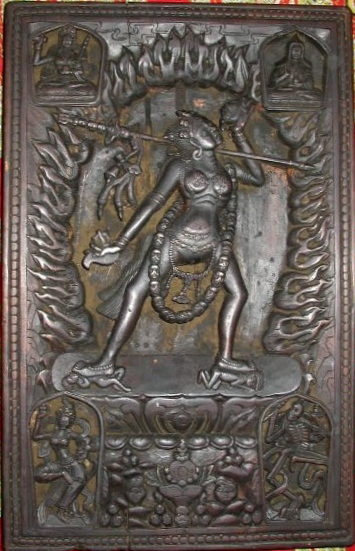
Vajrayoguini Dakini

Dentro del budismo, una dakini puede entenderse como una diosa o deidad femenina. 
En el idioma tibetano el término dakini es Khandroma (mkha’-‘gro-ma) que significa “aquella que atraviesa el cielo” o “la que se mueve en el espacio”; también se refiere como "bailarina del cielo" o "caminante del cielo". Iconográficamente, son representadas como deidades desnudas y hermosas con posturas sinuosas y danzantes.
Es de notar que no son siempre vistas como símbolos sexuales, sino como símbolos de la naturaleza desnuda de la mente, libre de todos los oscurecimientos. Los movimientos de su danza representan los movimientos y pensamientos de la conciencia en el flujo mental y el dharmakaya como el florecimiento espontáneo de la Mente del Buda, o rigpa. Sin embargo, las dakini poseen una indudable carga sexual y forman parte de las invocaciones llevadas a cabo durante ciertos ritos de sexo tántrico.
Su equivalente masculino en el budismo serían los Dakas.

## Clases de ḍākinī
Judith Simmer-Brown, basada en las enseñanzas que recibió de los lamas tibetanos,identifica cuatro clases principales de ḍākinī. Siguen la tradición lingüística crepuscular del budismo esotérico al referirse a las clases secretas, internas, externas y externas-externas de ḍākinīs.
La clase secreta de ḍākinī es prajnaparamita (tibetano yum chenmo ), la naturaleza vacía de la realidad según la doctrina Mahayana.
La clase interna de ḍākinī es la ḍākinī del mandala, una deidad meditativa (tibetano: yidam) y un Buda completamente iluminado que ayuda al practicante a reconocer su propia Budeidad.
El Dakini exterior es la forma física de la DAKINI, alcanzado a través de la etapa de consumación prácticas tantra tales como los Seis Yogas de Naropa que trabajan con los vientos sutiles del cuerpo sutil de modo que el cuerpo del practicante es compatible con un iluminado mente.
La ḍākinī externa es una ḍākinī en forma humana. Ella es una yogini por derecho propio, pero también puede ser una karmamudrā , o consorte, de un yogui o mahasiddha .
Las Dakinis también pueden clasificarse de acuerdo con el Trikaya, o tres cuerpos de budeidad.
El Dharmakāya ḍākinī, que es Samantabhadrī, representa el dharmadhatu donde aparecen todos los fenómenos.
Los Sambhogakāya ḍākinīs son los yidams utilizados como deidades meditativas para la práctica tántrica.
Los nirmanakaya dakinis son mujeres que nacen con potencialidades especiales; estos son yoginis realizados, consortes de gurus, o incluso todas las mujeres en general, ya que pueden ser clasificadas en las Cinco Familias de Buda.

## Budismo Tibetano
Las Dakinis prevalecen en el Budismo Vajrayāna y, particularmente en el Tíbet y los Himalayas, han sido consideradas de temperamento agresivo o volátil, actuando algunas veces como musas (o aspectos de inspiración para prácticas espirituales). Las Dakinis son formas femeninas energéticas, que evocan el movimiento de energía del espacio. En este contexto, el cielo, o el espacio, indican el shunyata, la insustancialidad de todos los fenómenos, lo cual es, al mismo tiempo, el potencial puro de todas las posibles manifestaciones. 
Las Dakinis son agentes de prueba y desafío. Hay situaciones en las que una dakini ha venido a comprobar el conocimiento o el control de un aspirante sobre un tema particular. Muchas historias de los Mahasiddhas en Tíbet contienen pasajes donde una Dakini perturba al aspirante a Mahasiddha. Cuando es superada las pruebas de las dakinis, el aspirante a menudo es reconocido como un Mahasiddha y a menudo elevado hasta la tierra pura de las Dakinis, un lugar de éxtasis de iluminación.
De acuerdo con la tradición, una Dakini le dio la corona negra al tercer Karmapa, Rangjung Dorje (1284 - 1339), cuando tenía tres años. La Corona Negra se convirtió en un emblema del linaje de reencarnaciones Tibetanas.
Las Dakinis se relacionan con la energía en todas sus funciones, y están relacionadas con las revelaciones de los Anuttara Tantras o los más altos Tantras, que representan un camino del transformación. Aquí, la energía de las emociones negativas kleshas, llamados venenos, son transformados en la energía luminosa de la claridad de la iluminación (jñāna).

## Iconografía

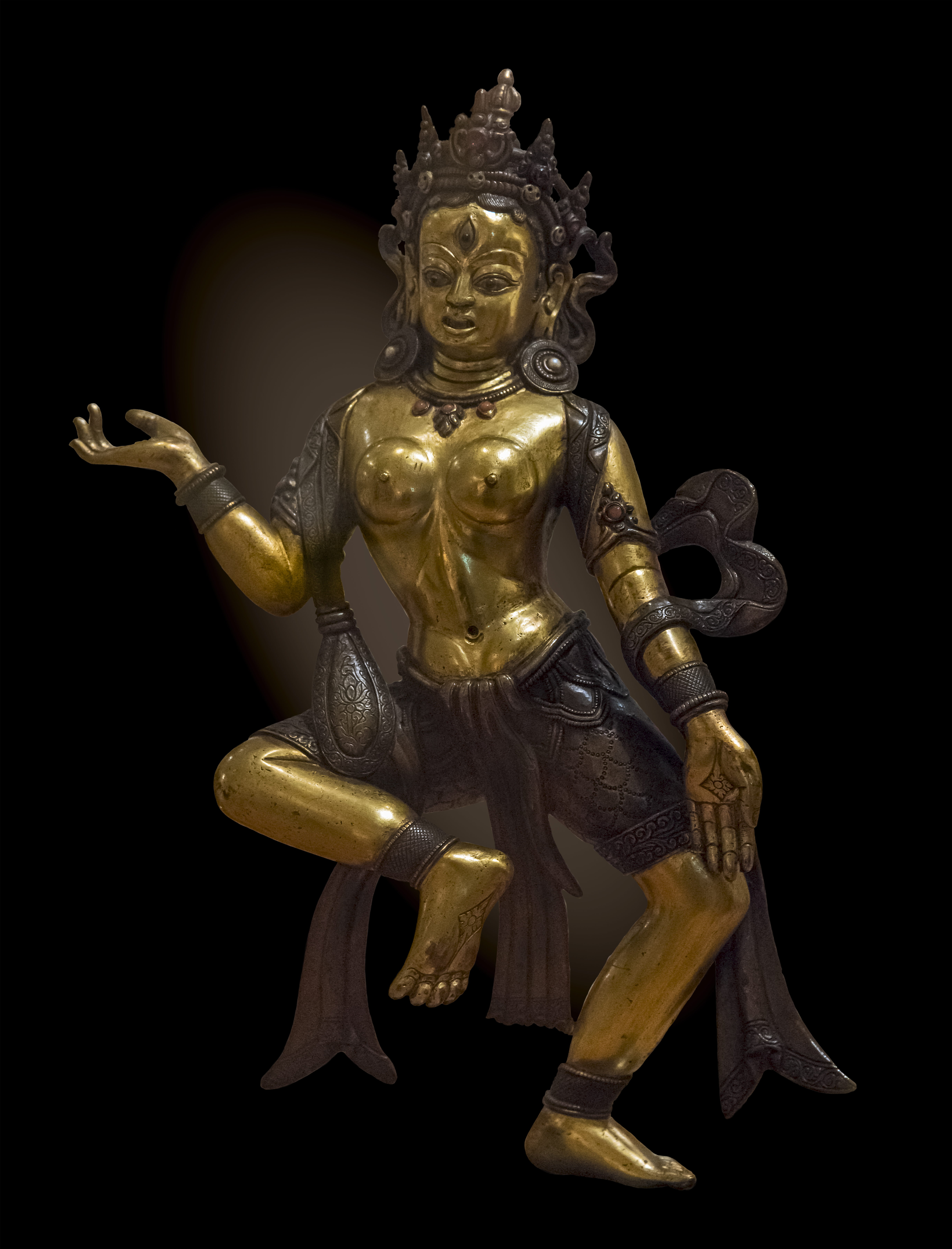
Dakini a principios del en el Tíbet.

"Las representaciones iconográficas a menudo representan las dakinis como figuras jóvenes, desnudas en posturas de danza, a menudo sosteniendo un cuenco de calaveras (kapala) con sangre o el elixir de la vida en una mano, y un cuchillo curvo en la otra. Pueden tener un collar de calaveras humanas, con tridentes (Khatvanga) sobre sus hombros. Sus cabellos usualmente son salvajes cayendo sobre sus espaldas, y su rostro a menudo tiene expresiones furiosas y bailan sobre cadáveres, lo que representa su completa maestría sobre el ego y la ignorancia" (Campbell, June; "Traveller in Space: In Search of the Female Identity in Tibetan Buddhism pg. 138).